# Longin Majewski
Longin Majewski (ur. 20 stycznia 1916 roku w Bałabanówce, zm. 18 kwietnia 1984 w Bydgoszczy) – polski lotnik w czasie II wojny światowej.
Polski lotnik walczący w czasie II wojny światowej na terenach Francji i Anglii, syn Mieczysława i Marii z domu Kościuszko. Odznaczony Krzyżem Virtuti Militari V klasy w 1944, trzykrotnie Krzyżem Walecznych 1941–1942, Srebrnym Krzyżem Zasługi z Mieczami w 1942 oraz Bojową Odznaką 303 Dywizjon Myśliwski Warszawski im. Tadeusza Kościuszki.

## Życiorys
Urodzony 20 stycznia 1916 roku w Bałabanówce w województwie Bracławskim. W listopadzie 1938 ukończył Szkołę Podchorążych Rezerwy w Dęblinie w stopniu plutonowego podchorążego i otrzymał przydział do I-go Pułku Lotniczego w Warszawie. Mianowany na instruktora cywilnego w szkole podchorążych lotnictwa w Dęblinie. Po przedostaniu się przez Rumunię do Francji wstępuje do polskiego lotnictwa powstałego pod koniec października 1939 roku. 21 czerwca 1940 roku dostaje rozkaz do przedostania się drogą morską do Liverpoolu w Anglii, gdzie do końca wojny walczył m.in. w dywizjonach 316 i 303. Służbę wojskową zakończył 15 stycznia 1947 w stopniu kapitana. Odmówił udziału w wojnie koreańskiej. Od 10 lutego 1949 do 16 lutego 1980 mieszkał w Buenos Aires. W 1980 roku wrócił do Polski, gdzie zmarł 18 kwietnia 1984 w Bydgoszczy. Pochowany został na cmentarzu komunalnym w Boleslawcu.